# Ultimate Spider-Man (série télévisée d'animation)
Cet article concerne la série télévisée d'animation. Pour la bande dessinée, voir Ultimate Spider-Man.
Avengers Rassemblement
Ultimate Spider-Man est une série télévisée d'animation américaine en 104 épisodes de 22 minutes, adaptée des personnages des comics Marvel et inspirée en partie de la série Ultimate Spider-Man, et diffusée entre le 1er avril 2012 et le 7 janvier 2017 sur Disney XD.
Elle prend place dans un univers accueillant également les séries voisines Avengers Rassemblement, Hulk et les Agents du S.M.A.S.H. et Les Gardiens de la Galaxie.
En France, la série est diffusée depuis le 7 juillet 2012, également sur Disney XD, puis sur France 3 dès le 16 février 2013, et depuis le 1er avril 2013 sur France 4 dans l'émission Ludo.
Au Québec, la série est diffusée depuis le 28 août 2012, également sur Télétoon, puis sur Cartoon Network dès le 21 février 2013, et depuis le 1er avril 2014 sur Teletoon.

## Synopsis
Un an après avoir été mordu par une araignée génétiquement modifiée dans les entreprises de Norman Osborn, Peter Parker, devenu Spider-Man, est recruté par Nick Fury, le directeur du SHIELD, pour être entraîné et devenir un super-héros plus fort et plus responsable. Peter devra apprendre à travailler en équipe avec quatre autres super-héros adolescents : Nova, Tigre blanc, Poing d'acier et Power Man.

## Fiche technique
Sauf indication contraire, les informations mentionnées dans cette section peuvent être confirmées par la base de données cinématographiques IMDb,  présente dans la section « Liens externes ».
- Titre original et français : Ultimate Spider-Man
- Réalisation : Alex Soto, Philip Pignotti, Roy Burdine et Tim Maltby
- Scénario : Joe Casey, Joe Kelly, Duncan Rouleau (en), Steven T. Seagle, Kevin Burke, Chris Wyatt et Jacob Semahn
- Direction artistique : Alex Soto
- Montage : Jonathan Polk et Fred Udell
- Musique : Kevin Manthei (en)
- Casting : Collette Sunderman
- Production : Harrison Wilcox, Cort Lane, Joe Casey, Joe Kelly, Duncan Rouleau (en), Steven T. Seagle, Scott Fellows (2012—13), Joshua Fine (2013—14)
  - Production déléguée : Alan Fine, Dan Buckley, Jeph Loeb, Joe Quesada
- Sociétés de production : Marvel Animation, DPS Film Roman
- Pays d'origine :  États-Unis
- Langue originale : anglais
- Genre : série d'animation
- Durée : 22 minutes

## Distribution
| L'Equipe de Spider-Man - Peter Parker / Spider-Man (VO : Drake Bell ; VFB : Sébastien Hébrant) - Luke Cage / Power Man (VO : Ogie Banks ; VFB : Philippe Allard) - Danny Rand / Iron Fist (VO : Greg Cipes ; VFB : Emmanuel Dekoninck) - Ava Ayala / Tigre Blanc (VO : Caitlyn Taylor Love ; VFB : Marcha Van Boven) - Sam Alexander / Nova (VO : Logan Miller ; VFB : Aurélien Ringelheim) New Warriors - Matt Lanter (VFB : Alexandre Crépet) : Flash Thompson / Agent Venom - Amadeus Cho / Iron Spider (VFB : Stéphane Flamand) - Danny John-Jules (VFB : Jean-Marc Delhausse) : Ka-Zar - Squirrel-Girl (VFB : Audrey d'Hulstère) Les Avengers - Adrian Pasdar (VFB : Pierre Lognay) : Tony Stark / Iron Man - Roger Craig Smith (VFB : Olivier Cuvellier) : Captain America - Travis Willingham (VFB : Mathieu Moreau) : Thor - Fred Tatasciore (VFB : Claudio Dos Santos) : Dr Bruce Banner / Hulk - Bumper Robinson (en) (VFB : Alexis Flamant) : Le Faucon - Laura Bailey (VFB : Nathalie Hugo) : Black Widow - Troy Baker (VFB : Laurent Bonnet) : Hawkeye - Grant Georges (VFB : Bruno Mullenaerts) : Scott Lang / Ant-Man - David Kaye : J.A.R.V.I.S. (l'intelligence artificielle au service de Tony Stark) Le SHIELD - Chi McBride (VFB : Erwin Grünspan) : Nick Fury - Clark Gregg (VFB : Franck Dacquin) : Agent Phil Coulson / Directeur du lycée de Midtown Les Gardiens de la Galaxie - Chris Cox (VFB : Bruno Mullenaerts) : Star-Lord - David Sobolov : Drax le Destructeur - Billy West (VFB : Peppino Capotondi) : Rocket Raccoon - Nika Futterman : Gamora - Kevin Michael Richardson (VFB : Robert Dubois) : Groot Les Commandos Hurlants - Oded Fehr : La Momie Vivante - Kevin Michael Richardson : Le Monstre de Frankenstein - Ross Lynch : Le Loup-garou de la nuit - L'homme invisible - L'homme-chose Autres héros - Steve Blum (VFB : Robert Dubois) : Wolverine - Jack Coleman (VFB : Patrick Brüll) : Dr Strange - Dave Boat : La Chose - Will Friedle (VFB : Maxime Donnay) : Deadpool - Terry Crews (VFB : Robert Guilmard) : Blade - Jason Marsden (VFB : Alessandro Bevilacqua) : Ollie Osnick / L'Araignée d'Acier - Dove Cameron : Gwen Stacy / Spider-Gwen | Sinister Six - Tom Kenny (VFB : Benoît Grimmiaux) : Otto Octavius / Dr Octopus - Christopher Daniel Barnes (VFB : Peppino Capotondi) : Electro - Max Mittelman puis Daryl Sabara (VFB : Alessandro Bevilacqua) : Alex O'Hirn / Rhino (saison 2) - Steve Blum (VFB : Peppino Capotondi) : Le Scarabée - Tom Kenny puis Dee Bradley Baker (à partir de la S1E22) (VFB : Nicolas Matthys) : Dr Curt Connors / Le Lézard - Diedrich Bader (VFB : Lionel Bourguet) : Kraven le chasseur - Dante Basco : MacDonald « Mac » Gargan / Scorpio Les Terrifics - Tom Kenny (VFB : Pierre Lognay) : Le Sorcier - Tara Strong (VFB : Valérie Muzzi) : Thundra - Steven Weber : Le Piégeur - Matt Lanter : Klaw Les Démolisseurs - John DiMaggio (VFB : Philippe Résimont) : Le Démolisseur - Cam Clarke : Le Compresseur - Chi McBride : Le Boulet - Kevin Michael Richardson (VFB : Tony Beck) : Bulldozer Autres - Maurice LaMarche (VFB : Jean-Michel Vovk) : Dr Fatalis - Troy Baker (VFB : Robert Guilmard) : Loki - Matt Lanter (VFB : Grégory Praet) : Harry Osborn / Venom - Steven Weber (VFB : Michelangelo Marchese) : Norman Osborn / Le Bouffon Vert / Iron Patriot - Keith Szarabajka (VFB : Peppino Capotondi) : Le Laser Vivant - Clancy Brown (VFB : Michel Hinderyckx) : Taskmaster - Rob Paulsen (VFB : Laurent Vernin) : Batroc le sauteur - Peter Lurie (VFB : Bruno Bulté) : Dents-de-sabre - Dwight Schultz : Mesmero - Mark Hamill (VFB : Jean-Michel Vovk) : Cauchemar - Kevin Michael Richardson (VFB : Robert Dubois) : Caïn Marko / Le Fléau - Tom Kenny : Whirlwind - Dee Bradley Baker : Flint Marko / L'Homme-Sable - Dee Bradley Baker (VFB : Laurent Vernin) : Carnage - John DiMaggio : Le Grizzly - Dante Basco : Scorpion (chef du Zodiaque) - James Marsters : Korvac - Eric Bauza : Arcade - Corey Burton : Dracula |
| - Misty Lee (VFB : Nathalie Hons) : Tante May Parker - Stan Lee (VFB : Patrick Donnay) : Stan, le concierge du lycée de Midtown - J. K. Simmons (VFB : Martin Spinhayer) : J. Jonah Jameson - Tara Strong (VFB : Sophie Landresse) : Mary Jane Watson / Spider-Woman - Greg Grunberg (VFB : Patrick Descamps) : Oncle Ben Parker - Nolan North : John Jameson / L'Homme-Loup | |

- Version française :
  - Société de doublage : Dubbing Brothers puis Agent Double
  - Direction artistique : Laurent Vernin
  - Adaptation des dialogues : Christine de Chérisey et Caroline Vandjour

## Épisodes

### Première saison (2012)
1. De grands pouvoirs, première partie (Great Power - Part 1)
2. Grande Responsabilité, deuxième partie (Great Responsibility - Part 2)
3. Esprit d'équipe (Doomed)
4. Venom (Venom)
5. Une rencontre en acier (Flight of the Iron Spider)
6. Un samedi au lycée (Why I Hate Gym)
7. Course au scoop (Exclusive)
8. Le Remplaçant (Back In Black)
9. Au secours d'Odin (Field Trip)
10. Le Monstrueux Sortilège (Freaky)
11. L'Anti-Venom (Venomous)
12. L'Étrange Docteur Strange (Me Time)
13. Temps libre (Strange)
14. Le Projet scientifique (Awesome)
15. Attaque de Zodiaque (For Your Eye Only)
16. Alerte au Daily Bugle (Beetle Mania)
17. Jour de neige (Snow Day)
18. Le Grand Ménage (Out of Damage Control)
19. Mon Ami Hulk (Home Sick Hulk)
20. Tour de cochon (Run Pig Run)
21. Premier Rôle (I Am Spider-Man)
22. Il est minuit, Docteur Octopus (The Iron Octopus)
23. Hasard et Stratégie (Not a Toy)
24. L'Attaque du Scarabée (Attack of the Beetle)
25. Révélation, première partie (Revealed - Part 1)
26. L'Attaque du Bouffon Vert, deuxième partie (Rise of the Goblin - Part 2)

### Deuxième saison (2013)
1. Le Lézard (The Lizard)
2. Electro (Electro)
3. La Vengeance d'Alex (The Rhino)
4. Kraven le Chasseur (Kraven the Hunter)
5. Une journée en duo (Hawkeye)
6. Les Adversaires (The Sinister Six)
7. Spider-Man à Boston (Spidah-Man!)
8. Carnage (Carnage)
9. Alerte Intrusion (House Arrest)
10. On a marché sur la lune (The Man-Wolf)
11. Les Spider-Mouchards (Swarm)
12. Les Mini-Héros (Itsy Bitsy Spider-Man)
13. Le Voyage de Poing d'Acier (Journey of the Iron Fist)
14. L'Incroyable Spider-Hulk (The Incredible Spider-Hulk)
15. Lycée en Danger (Stan By Me)
16. Jeux de mots, Jeux de héros (Ultimate Deadpool)
17. Le Retour du Bouffon Vert (Venom Bomb)
18. Les Gardiens de la Galaxie (Guardians of the Galaxy)
19. L'Antre du Scorpion (The Parent Trap)
20. Jeu dangereux (Game Over)
21. Blade, première partie (Blade - Part 1)
22. Les Commandos Hurlants, deuxième partie (The Howling Commandos - Part 2)
23. Iron Patriot (Second Chance Hero)
24. Le Retour de l'Homme Sable (Sandman Returns)
25. Le Retour des Sinister Six, première partie (Return of the Sinister Six - Part 1)
26. Le Gaz du Bouffon Vert, deuxième partie (Ultimate - Part 2)

### Troisième saison (2014-2015)
Cette saison est nommée Ultimate Spider-Man: Web Warriors.
1. Spider-Man l'Avenger, première partie (The Avenging Spider-Man - Part 1)
2. Spider-Man l'Avenger, deuxième partie (The Avenging Spider-Man - Part 2)
3. L'Agent Venom (Agent Venom)
4. Les Pouvoirs de Dormammu (Cloak and Dagger)
5. Nouvelle Recrue (The Next Iron Spider)
6. Le Vautour (The Vulture)
7. Ka-Zar et son frère (The Savage Spider-Man)
8. Nouvelle Équipe (New Warriors)
9. Univers parallèles, première partie (The Spider-Verse - Part 1)
10. Univers parallèles, deuxième partie (The Spider-Verse - Part 2)
11. Univers parallèles, troisième partie (The Spider-Verse - Part 3)
12. Univers parallèles, quatrième partie (The Spider-Verse - Part 4)
13. Le Retour des Gardiens de la Galaxie (The Return of the Guardians of the Galaxy)
14. L'Académie du S.H.I.E.L.D. (S.H.I.E.L.D. Academy)
15. Rhino le Dévastateur (Rampaging Rhino)
16. Ant-Man (Ant-Man)
17. Une nuit bien remplie (Burrito Run)
18. Menace de guerre (Inhumanity)
19. L'Attaque des synthézoïdes, première partie (Attack of the Synthezoids - Part 1)
20. La Revanche d'Arnim Zola, deuxième partie (The Revenge of Arnim Zola - Part 2)
21. Nuit d'Halloween au Musée (Halloween Night at the Museum)
22. Cauchemar de Noël (Nightmare on Christmas)
23. Le Tournoi des Champions, première partie (Contest of Champions - Part 1)
24. Le Tournoi des Champions, deuxième partie (Contest of Champions - Part 2)
25. Le Tournoi des Champions, troisième partie (Contest of Champions - Part 3)
26. Le Tournoi des Champions, quatrième partie (Contest of Champions - Part 4)

### Quatrième saison (2016-2017)
Cette saison est nommée Ultimate Spider-Man vs the Sinister 6.
1. Hydra passe à l'attaque, première partie (Hydra Attacks - Part 1)
2. Hydra passe à l'attaque, deuxième partie (Hydra Attacks - Part 2)
3. Deux Spider-Men valent mieux qu'un (Miles From Home)
4. Le Vautour (Iron Vulture)
5. Une taupe parmi les Lézards (Lizards)
6. Histoire d'amitié (Double Agent Venom)
7. Ensablé (Beached)
8. L'Anti-Venom (Anti-Venom)
9. Douche froide (Force of Nature)
10. La Trahison, première partie (The New Sinister 6 - Part 1)
11. La Trahison, deuxième partie (The New Sinister 6 - Part 2)
12. Madame Web (Agent Web)
13. Quand les Symbiotes s'en mêlent, première partie (Symbiote Saga - Part 1)
14. Quand les Symbiotes s'en mêlent, deuxième partie (Symbiote Saga - Part 2)
15. Quand les Symbiotes s'en mêlent, troisième partie (Symbiote Saga - Part 3)
16. Les Fragments perdus, première partie (Return to the Spider-Verse - Part 1)
17. Les Fragments perdus, deuxième partie (Return to the Spider-Verse - Part 2)
18. Les Fragments perdus, troisième partie (Return to the Spider-Verse - Part 3)
19. Les Fragments perdus, quatrième partie (Return to the Spider-Verse - Part 4)
20. Un Halloween plus vrai que nature (Strange Little Halloween)
21. Les Anti-Araignées, première partie (Spider Slayers - Part 1)
22. Les Anti-Araignées, deuxième partie (Spider Slayers - Part 2)
23. Les Anti-Araignées, troisième partie (Spider Slayers - Part 3)
24. Conversation lunaire (The Moon Knight Before Christmas)
25. La Remise de diplômes, première partie (Graduation Day - Part 1)
26. La Remise de diplômes, deuxième partie (Graduation Day - Part 2)

## DVD
- L'intégralité des épisodes de la première saison est sortie en coffret quatre DVD le 22 octobre 2014 chez The Walt Disney Company France[2].